# موسی عبدالعلیم
موسی عبدالعلیم (انگلیسی: Musa Abdul-Aleem؛ زادهٔ ۲ مهٔ ۱۹۸۸) بازیکن بسکتبال اهل ایالات متحده آمریکا است.